# Cyclatemnus granulatus
Cyclatemnus granulatus är en spindeldjursart som beskrevs av Beier 1932. Cyclatemnus granulatus ingår i släktet Cyclatemnus och familjen Atemnidae. Inga underarter finns listade i Catalogue of Life.